# Городское поселение Сергиев Посад
Городско́е поселе́ние Се́ргиев Поса́д — упразднённое муниципальное образование (городское поселение) в Сергиево-Посадском муниципальном районе Московской области; включает 26 населённых пунктов, крупнейший из которых — город Сергиев Посад.
Временно исполняющий полномочия главы администрации городского поселения — Потякин Юрий Александрович

## История
Данный тип муниципальных образований был предусмотрен в законе 2003 года «Об общих принципах организации местного самоуправления в Российской Федерации» и введён в ходе муниципальной реформы.
Городское поселение Сергиев Посад было образовано согласно закону Московской области от 28 февраля 2005 № 60/2005-ОЗ «О статусе и границах Сергиево-Посадского муниципального района и вновь образованных в его составе муниципальных образований».
В состав городского поселения Сергиев Посад вошли город Сергиев Посад и ещё 26 населённых пунктов позже упразднённых административно-территориальных единиц — Березняковского, Мишутинского, Наугольновского и Тураковского сельских округов.
В феврале 2011 года был изменён устав городского поселения: были отменены всеобщие выборы главы поселения и введена должность сити-менеджера. 7 апреля 2011 года главой Сергиева Посада стал Евгений Анатольевич Душко.
22 августа 2011 года глава города Евгений Душко был застрелен в своём автомобиле.
Новым главой городского поселения стал Хейсин Виктор Михайлович, избранный Советом депутатов 26 августа 2011 года, однако 12 июля 2012 года В.М. Хейсин сложил полномочия главы поселения.
14 октября 2012 года главой был избран Гончаров Василий Дмитриевич. В марте 2014 года он также сложил свои полномочия в связи с переходом на новое место работы. Временно исполняющим обязанности главы стал Слепцов Владимир Витальевич.
Законом Московской области от 20 марта 2019 года Сергиево-Посадский муниципальный район был упразднён, а все входившие в его состав поселения 1 апреля 2019 года были объединены в единое муниципальное образование — Сергиево-Посадский городской округ.
С 6 сентября 2019 года деревня Зубачёво вошла в состав Сергиев Посада.

## Географические данные
Общая площадь территории муниципального образования — 224,41 км² (при этом площадь города Сергиев Посад — 50,40 км²).
Городское поселение Сергиев Посад расположено в центре Сергиево-Посадского муниципального района. Муниципальное образование граничит с:
- сельским поселением Шеметовское (на севере),
- сельским поселением Реммаш (на севере),
- городским поселением Пересвет (на северо-востоке),
- городским поселением Скоропусковский (на востоке),
- сельским поселением Березняковское (на востоке),
- сельским поселением Лозовское (на юго-востоке),
- городским поселением Хотьково (на юге-западе),
- сельским поселением Васильевское (на западе).

## Население
| 2006     | 2007     | 2008     | 2009     | 2010     | 2011     |
| -------- | -------- | -------- | -------- | -------- | -------- |
| 133 684  | ↘118 090 | ↘116 219 | ↘114 473 | ↗118 025 | ↘116 425 |
| 2012     | 2013     | 2014     | 2015     | 2016     | 2017     |
| →116 425 | ↘115 290 | ↘113 492 | ↘112 844 | ↘111 931 | ↘111 497 |
| 2018     | 2019     |          |          |          |          |
| ↘110 349 | ↘108 887 |          |          |          |          |

## Состав
В состав городского поселения Сергиев Посад входят 26 населённых пунктов:
| Вид     | Наименование   | Население, чел. (2010) | ОКАТО          | Бывшая административная единица до 2006 года |
| ------- | -------------- | ---------------------- | -------------- | -------------------------------------------- |
| деревня | Барканово      | 9                      | 46 215 846 015 | Мишутинский сельский округ                   |
| село    | Благовещенье   | 10                     | 46 215 846 019 | Мишутинский сельский округ                   |
| деревня | Бубяково       | 34                     | 46 215 846 020 | Мишутинский сельский округ                   |
| деревня | Васильково     | 6                      | 46 215 846 010 | Мишутинский сельский округ                   |
| деревня | Воронцово      | 13                     | 46 215 846 014 | Мишутинский сельский округ                   |
| деревня | Высоково       | 15                     | 46 215 858 008 | Тураковский сельский округ                   |
| село    | Глинково       | 628                    | 46 215 858 002 | Тураковский сельский округ                   |
| деревня | Гольково       | 9                      | 46 215 846 016 | Мишутинский сельский округ                   |
| село    | Деулино        | 95                     | 46 215 846 003 | Мишутинский сельский округ                   |
| посёлок | Загорские Дали | 1935                   | 46 215 846 021 | Мишутинский сельский округ                   |
| деревня | Захарьино      | 8                      | 46 215 846 018 | Мишутинский сельский округ                   |
| деревня | Зубачёво       | 55                     | 46 215 849 002 | Наугольновский сельский округ                |
| деревня | Ивашково       | 22                     | 46 215 846 011 | Мишутинский сельский округ                   |
| деревня | Крапивино      | 15                     | 46 215 846 004 | Мишутинский сельский округ                   |
| посёлок | Лесхоза        | 1194                   | 46 215 849 004 | Наугольновский сельский округ                |
| деревня | Маньково       | 26                     | 46 215 846 002 | Мишутинский сельский округ                   |
| село    | Мишутино       | 1075                   | 46 215 846 001 | Мишутинский сельский округ                   |
| деревня | Напольское     | 36                     | 46 215 846 012 | Мишутинский сельский округ                   |
| деревня | Наугольное     | 184                    | 46 215 849 001 | Наугольновский сельский округ                |
| посёлок | НИИРП          | 927                    | 46 215 806 002 | Березняковский сельский округ                |
| город   | Сергиев Посад  | 98 251                 | 46 215 501     |                                              |
| деревня | Смена          | 4                      | 46 215 806 010 | Березняковский сельский округ                |
| деревня | Топорково      | 158                    | 46 215 806 006 | Березняковский сельский округ                |
| деревня | Тураково       | 321                    | 46 215 858 001 | Тураковский сельский округ                   |
| деревня | Фролово        | 3                      | 46 215 846 017 | Мишутинский сельский округ                   |
| село    | Хомяково       | 58                     | 46 215 846 013 | Мишутинский сельский округ                   |
| деревня | Чарково        | 6                      | 46 215 858 006 | Тураковский сельский округ                   |

С 6 сентября 2019 года деревня Зубачёво вошла в состав Сергиев Посада.

## Органы местного самоуправления
Органами местного самоуправления городского поселения Сергиев Посад согласно уставу являются:
- Совет депутатов городского поселения Сергиев Посад — представительный орган муниципального образования;
- Глава городского поселения Сергиев Посад;
- Администрация городского поселения Сергиев Посад — исполнительно-распорядительный орган муниципального образования;
- Контрольно-ревизионная комиссия городского поселения Сергиев Посад — контрольный орган муниципального образования.

Совет депутатов
Совет депутатов является представительным органом местного самоуправления городского поселения Сергиев Посад. Совет состоит из 25 депутатов, избираемых на муниципальных выборах на основе всеобщего равного и прямого избирательного права при тайном голосовании сроком на 4 года.
Совет депутатов принимает устав и бюджет, выбирает главу поселения.
Глава городского поселения
На досрочных выборах Главы городского поселения Сергиев Посад, проводимых 18 мая 2014 года, победу одержал представитель местного отделения Всероссийской политической Партии «Единая Россия» Букин Виктор Валерьевич.
Администрация
Администрация городского поселения является исполнительно-распорядительным органом местного самоуправления и обладает правами юридического лица.
Адрес администрации городского поселения: 141300, Московская область, г. Сергиев Посад, проспект Красной Армии, 169. Тел./факс справочно-информационной службы: 8 (496) 551-33-02.